# 春野町宮川
春野町宮川（はるのちょうみやがわ）は静岡県浜松市天竜区の大字。

## 地理
浜松市天竜区の東部、春野地区の西部に位置する。東で春野町和泉平及び春野町長蔵寺、西で龍山町下平山、南で春野町領家及び春野町堀之内、北で春野町気田と接する。

### 河川
- 気田川
- 杉川

## 歴史

### 沿革
- 1876年（明治9年） - 高瀬村・里原村・久保田村・平木村・夜川十五七百村が合併して宮川村が発足する。
- 1889年（明治22年）4月1日 - 町村制の施行により、周智郡宮川村が周辺の村と合併し、周智郡気多村となる[WEB 6]。旧村名は気多村の大字として残る[WEB 7]。
- 1957年（昭和32年）8月1日 – 春野町が気多村と新設合併を行い、改めて春野町が発足する。
- 2005年（平成17年）7月1日 – 春野町外10市町村が浜松市に編入される。
- 2007年（平成19年）4月1日 - 浜松市が政令指定都市となる。春野町宮川は天竜区の一部となる。

## 施設
- 浜松市春野支所
- 浜松市消防局天竜消防署春野出張所
- 浜松市立春野図書館
- 浜松市春野文化センター
- 浜松市春野福祉センター
- 浜松市春野歴史民俗資料館
- 浜松市春野歯科診療所
- 浜松市白井鐵造記念館
- 浜松市春野斎場

## 交通

### バス
- 遠鉄バス秋葉線：（厚生会・西鹿島駅 方面 - ）河内 - 浜松市春野支所
- 秋葉バスサービス：（遠州森町 方面 - ）笹間 - 河内 - 浜松市春野支所 - 高瀬 - 松草 - 久保田（ - 気多 方面）
- 浜松市春野ふれあいバス
  - 胡桃平線（月・木曜運行、午後便は事前予約が必要）：福祉センター・図書館前 - 春野協働センター - 春野文化センター（ - 向山 方面）
  - 春南東線（月・木曜運行、午後便は事前予約が必要）：福祉センター・図書館前 - 春野協働センター - 春野文化センター（ - 大時公民館 方面）
  - 清流気田川線（月・金曜運行、午後便は事前予約が必要）：（ふれあい公園 方面 - ）福祉センター・図書館前 - 春野協働センター - 春野文化センター - 里原 - 平木（ - 勝坂 方面）
  - 気田川循環線（火・金曜運行、午後便は事前予約が必要）：福祉センター・図書館前 - 春野協働センター - 春野文化センター - 里原 - 平木（ -  春野町気田内区間） - 平木 - 桜が丘（平木開墾） - 平木 - 里原 - 春野文化センター - 畑木入口 - 福祉センター・図書館前 - 春野協働センター（ - 一草 方面）
  - 越木平線（火・金曜運行、午後便は事前予約が必要）：福祉センター・図書館前 - 春野協働センター - 春野文化センター - 河内 - 中河内 - 春日橋 - 栗島（ - 越木平 方面）
  - 杉・川上線（火・金曜運行、全便事前予約制）：福祉センター・図書館前 - 春野協働センター - 高瀬 - 春野文化センター - 久保田 - 里原 - 平木（ - 川竹 方面）
  - 熊切線（水・金曜運行、全便事前予約制）：福祉センター・図書館前 - 春野協働センター - 春野文化センター - 河内 - 中河内 - 春日橋 - 栗島（ - 田河内 方面）
  - 岩嶽線（水・土曜運行、午後便は事前予約が必要）：福祉センター・図書館前 - 春野協働センター - 春野文化センター - 里原 - 平木（ - みやま会館 方面）
  - 中山静修線（水・土曜運行、全便事前予約制）：福祉センター・図書館前 - 春野協働センター - 春野文化センター（ - 静修 方面）
    - 遠鉄タクシーに委託
    - 祝日及び年末年始は運休

### 道路
- 国道362号
- 国道473号
- 静岡県道263号春野下泉停車場線

## その他

### 学区
小学校・中学校の学区は以下の通りである。
- 浜松市立気田小学校
- 浜松市立春野中学校

### 警察
警察の管轄区域は以下の通りである。
| 番・番地等     | 警察署     | 交番・駐在所     |
| -------------- | ---------- | ---------------- |
| 全域（各一部） | 天竜警察署 | 熊切警察官駐在所 |
| 全域（各一部） | 天竜警察署 | 気田警察官駐在所 |

### 消防
消防の管轄区域は以下の通りである。
| 番・番地等 | 消防署     | 本署/出張所 |
| ---------- | ---------- | ----------- |
| 全域       | 天竜消防署 | 春野出張所  |

### WEB
1. ↑  “h02_22.csv”.   総務省 (2022年2月10日). 2024年12月8日閲覧。
2. ↑  “静岡県浜松市天竜区 (22137)｜国勢調査町丁・字等別境界データセット”.   人文学オープンデータ共同利用センター. 2024年12月8日閲覧。
3. ↑  “静岡県 浜松市天竜区 春野町宮川の郵便番号 - 日本郵便”.   日本郵便. 2024年12月8日閲覧。
4. ↑  “市外局番の一覧”.   総務省 (2022年3月1日). 2024年12月8日閲覧。
5. ↑  “事業所案内及び管轄地域（事務所3件、分室3件）”.   一般社団法人静岡県自動車会議所. 2024年12月8日閲覧。
6. ↑  “historyofcities.pdf”.   静岡県総務部合併推進室・財団法人静岡県市町村振興協会. 2024年12月8日閲覧。
7. ↑  “解説ページ”.   株式会社エア. 2024年12月8日閲覧。
8. ↑  “学校名から探す／浜松市”.   浜松市 (2024年1月1日). 2024年12月8日閲覧。
9. ↑  “熊切駐在所｜静岡県警察”.   静岡県警察 (2023年1月11日). 2024年12月8日閲覧。
10. ↑  “気田駐在所｜静岡県警察”.   静岡県警察 (2023年1月11日). 2024年12月8日閲覧。
11. ↑  “消防署の町別管轄「は」／浜松市”.   浜松市 (2024年3月21日). 2024年12月8日閲覧。